# Cataphylle

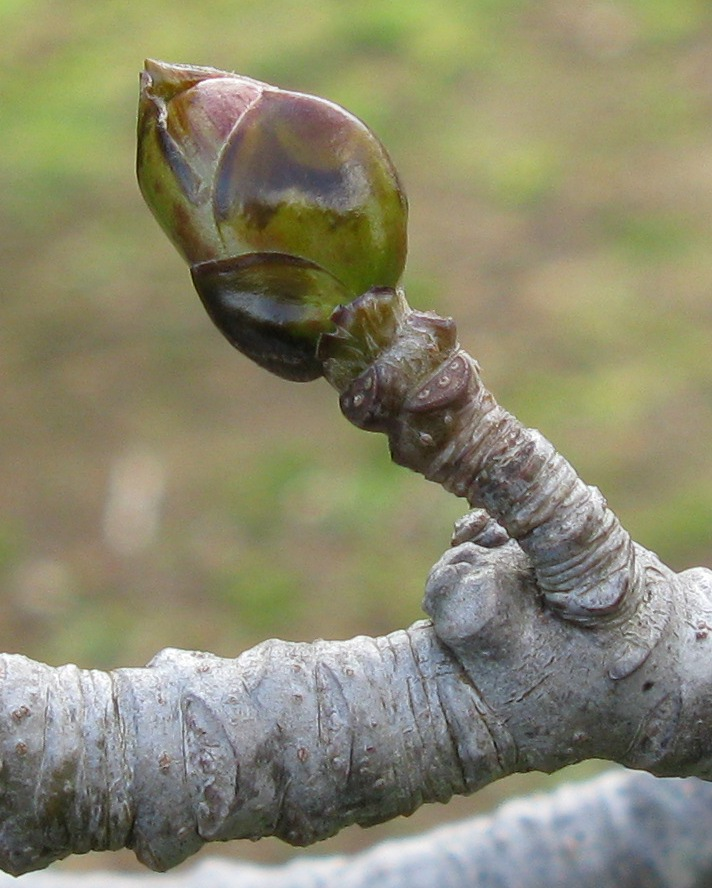
Les cataphylles protégeant le bourgeon foliaire du Liquidambar styraciflua sont des écailles transitoirement photosynthétiques mais elles tomberont au lieu de devenir des feuilles assurant la photosynthèse.

En morphologie végétale, une cataphylle (du grec kata, « en bas » et phyllon, « feuille ») désigne une feuille transformée, verte ou non, dont la fonction principale n'est pas la photosynthèse mais le stockage, la protection ou le soutien structurel. Les cataphylles correspondent aux feuilles les plus inférieures d'un végétal, souvent plus petites que les feuilles qui s'échelonnent le long de la tige, du rameau, du rhizome ou du stolon, voire morphologiquement distinctes de celles-ci.
Cet organe spécialisé, souvent bractéiforme, épineux ou écailleux, est généralement situé à la base d'une tige, d'un rameau, sur un stolon, un rhizome ou un bulbe et précède habituellement les feuilles juvéniles vertes.

## Formes de cataphylles

### Écailles

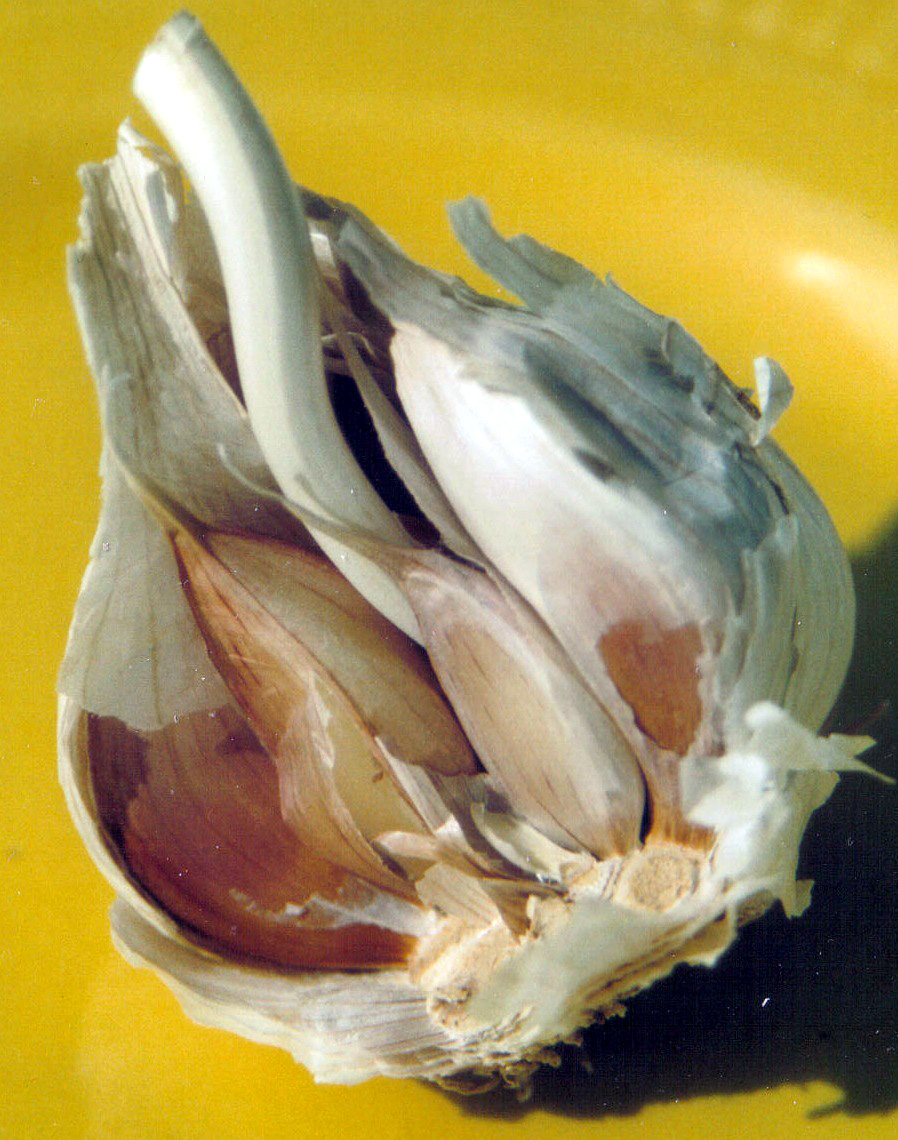
Coupe longitudinale du bulbe d'ail cultivé.

Le corme, le bulbe, le tubercule et le rhizome, sont des organes de réserve présents chez les géophytes et dont les cataphylles forment des écailles.
Une coupe longitudinale du bulbe d'ail cultivé montre que celui-ci est constitué de gousses ou caïeux (formés par le développement des cataphylles en feuilles cylindriques charnues) entourés de feuilles engainantes membraneuses.